# Acytolepis puspa
Acytolepis puspa is een vlinder uit de familie van de Lycaenidae. De wetenschappelijke naam van de soort is voor het eerst gepubliceerd in 1828 door Thomas Horsfield.
De soort komt voor in Noordoost-Afghanistan, India, Sri Lanka, de Andamanen, de Nicobaren, Myanmar, Laos, Thailand, Vietnam, Cambodja, de Filipijnen, Maleisië, Singapore, Indonesië, China, Taiwan en Japan.